# 奥寺八左衛門
奥寺 八左衛門（おくでら はちざえもん、寛永3年（1626年）8月 - 貞享3年1月7日（1686年1月30日））は、江戸時代前期の武士、治水家。名は定恒。通称は初め市之丞。父の右馬丞則定は慶長5年（1600年）の岩崎一揆の際に活躍した浪人。

## 経歴・人物
陸奥国津軽郡奥寺村に生まれた。浪人ののち盛岡藩士となり、作事奉行などを務める。寛文5年（1665年）から和賀郡村崎野の新田開発に着手。和賀川から2本の堰を通し、延宝7年（1679年）6891石の新田（奥寺新田）を拓いた。
大正4年（1915年）、従五位を追贈された。